# Équipe d'Italie féminine de football à la Coupe du monde 2019
L'équipe d'Italie féminine de football participe à la Coupe du monde de 2019 organisée en France du 7 juin 2019 au 7 juillet 2019.

## Qualification
L'Italie se qualifie pour la Coupe du monde féminine de football 2019 grâce à sa première place dans le groupe 6 des éliminatoires de la zone Europe. Elle a gagné cinq de ses huit matchs avec uniquement des victoires à domicile mais un parcours plus compliqué à l'extérieur où l'Italie parvint seulement à être victorieuse face au Portugal.

## Préparation

### Maillot
Pendant la Coupe du Monde féminine 2019, l'équipe d'Italie porte un maillot confectionné par l'équipementier Puma. Le maillot domicile est uniquement bleu mais le buste est légèrement plus clair. Le maillot extérieur, lui, est seulement blanc.

## Joueuses et encadrement technique
La sélection finale est annoncée le 24 mai 2019[réf. nécessaire].

## Compétition
Pour un article plus général, voir Coupe du monde féminine de football 2019.

### Format et tirage au sort
Les vingt-quatre équipes qualifiées pour la Coupe du monde sont réparties en quatre chapeaux de six équipes. Lors du tirage au sort, six groupes de quatre équipes sont formés, les quatre équipes de chaque groupe provenant chacune d'un chapeau différent. Celles-ci s'affrontent une fois chacune : à la fin des trois journées, les deux premiers de chaque groupe sont qualifiés pour les huitièmes de finale, ainsi que les quatre meilleurs troisième de groupe.
L'Italie est placée dans le chapeau 3. Celui-ci contient les équipes asiatiques (Corée du Sud, Chine et Thaïlande) aux côtés de deux européens (Italie, Écosse) et du représentant de l'Océanie, la Nouvelle-Zélande.
Le tirage donne alors pour adversaires la Jamaïque, l'Australie et le Brésil.

### Premier tour - Groupe C
| Rang | Équipe    | Pts | J | G | N | P | Bp | Bc | Diff |
| ---- | --------- | --- | - | - | - | - | -- | -- | ---- |
| 1    | Italie    | 6   | 3 | 2 | 0 | 1 | 7  | 2  | +5   |
| 2    | Australie | 6   | 3 | 2 | 0 | 1 | 8  | 5  | +3   |
| 3    | Brésil    | 6   | 3 | 2 | 0 | 1 | 6  | 3  | +3   |
| 4    | Jamaïque  | 0   | 3 | 0 | 0 | 3 | 1  | 12 | -11  |

#### Australie - Italie
| Match 5           | Australie    | 1 - 2   | Italie                                   | Stade du Hainaut, Valenciennes                                                          |                                                                                         |
| 9 juin 2019 13:00 | Kerr 22e     | (1 - 0) | 56e Bonansea · 90+5e Bonansea ( Cernoia) | Spectateurs : 15 380 Arbitrage : Melissa Borjas Arbitre vidéo : Carlos del Cerro Grande | Spectateurs : 15 380 Arbitrage : Melissa Borjas Arbitre vidéo : Carlos del Cerro Grande |
| 9 juin 2019 13:00 | De Vanna 76e | Rapport | 21e Gama · 63e Girelli · 69e Cernoia     | Spectateurs : 15 380 Arbitrage : Melissa Borjas Arbitre vidéo : Carlos del Cerro Grande | Spectateurs : 15 380 Arbitrage : Melissa Borjas Arbitre vidéo : Carlos del Cerro Grande |

| Australie | Italie |

| AUSTRALIE :     |    |                      |     |     |
|                 |    |                      |     |     |
| Gardien de but  | 1  | Lydia Williams       |     |     |
|                 | 7  | Steph Catley         |     |     |
|                 | 14 | Alanna Kennedy       |     |     |
|                 | 4  | Clare Polkinghorne   |     |     |
|                 | 21 | Ellie Carpenter      |     |     |
|                 | 10 | Emily van Egmond     |     |     |
|                 | 13 | Tameka Yallop        |     | 83e |
|                 | 6  | Chloe Logarzo        |     | 61e |
|                 | 16 | Hayley Raso          |     | 69e |
|                 | 9  | Caitlin Foord        |     |     |
|                 | 20 | Sam Kerr             |     |     |
| Remplaçantes :  |    |                      |     |     |
|                 | 11 | Lisa De Vanna        | 76e | 61e |
|                 | 19 | Katrina Gorry        |     | 69e |
|                 | 8  | Elise Kellond-Knight |     | 83e |
| Sélectionneur : |    |                      |     |     |
| Ante Milicic    |    |                      |     |     |

| ITALIE :         |    |                       |     |     |
|                  |    |                       |     |     |
| Gardien de but   | 1  | Laura Giuliani        |     |     |
|                  | 2  | Valentina Bergamaschi |     | 77e |
|                  | 3  | Sara Gama             | 21e |     |
|                  | 5  | Elena Linari          |     |     |
|                  | 7  | Alia Guagni           |     |     |
|                  | 4  | Aurora Galli          |     | 46e |
|                  | 23 | Manuela Giugliano     |     |     |
|                  | 21 | Valentina Cernoia     | 70e |     |
|                  | 18 | Ilaria Mauro          |     | 58e |
|                  | 10 | Cristiana Girelli     | 63e |     |
|                  | 11 | Barbara Bonansea      |     |     |
| Remplaçantes :   |    |                       |     |     |
|                  | 13 | Elisa Bartoli         |     | 46e |
|                  | 9  | Daniela Sabatino      |     | 58e |
|                  | 19 | Valentina Giacinti    |     | 77e |
| Sélectionneuse : |    |                       |     |     |
| Milena Bertolini |    |                       |     |     |

| Assistantes : Shirley Perello Felisha Mariscal Quatrième arbitre : Ekaterina Koroleva Arbitre vidéo : Carlos del Cerro Grande Assistants arbitre vidéo : Luciana Mascarana Jose Maria Sanchez Femme du Match : Barbara Bonansea |

#### Jamaïque - Italie
| Match 18           | Jamaïque                 | 0 – 5   | Italie | Stade Auguste-Delaune, Reims                         |                                                      |
| 14 juin 2019 18:00 |                          | (0 - 2) | 12e (pen.) Girelli · 25e Girelli ( Giugliano) · 46e Girelli ( Giugliano) · 71e Galli ( Boattin) · 81e Galli ( Giugliano) | Spectateurs : 12 016 Arbitrage : Anna-Marie Keighley | Spectateurs : 12 016 Arbitrage : Anna-Marie Keighley |
| 14 juin 2019 18:00 | Schneider 12e · Shaw 59e | Rapport | | Spectateurs : 12 016 Arbitrage : Anna-Marie Keighley | Spectateurs : 12 016 Arbitrage : Anna-Marie Keighley |

| Jamaïque | Italie |

| JAMAÏQUE :      |    |                        |     |     |
|                 |    |                        |     |     |
| Gardien de but  | 1  | Sydney Schneider       | 12e |     |
|                 | 12 | Sashana Campbell       |     |     |
|                 | 5  | Konya Plummer          |     |     |
|                 | 17 | Allyson Swaby          |     |     |
|                 | 14 | Deneisha Blackwood     |     |     |
|                 | 21 | Olufolasade Adamolekun |     | 76e |
|                 | 6  | Havana Solaun          |     |     |
|                 | 4  | Chantelle Swaby        |     | 46e |
|                 | 7  | Chinyelu Asher         |     |     |
|                 | 11 | Khadija Shaw           | 59e |     |
|                 | 22 | Mireya Grey            |     | 66e |
| Remplaçantes :  |    |                        |     |     |
|                 | 9  | Marlo Sweatman         |     | 46e |
|                 | 10 | Jody Brown             |     | 66e |
|                 | 2  | Lauren Silver          |     | 76e |
| Sélectionneur : |    |                        |     |     |
| Hue Menzies     |    |                        |     |     |

| ITALIE :         |    |                       |                    |     |
|                  |    |                       |                    |     |
| Gardien de but   | 1  | Laura Giuliani        |                    |     |
|                  | 7  | Alia Guagni           |                    | 57e |
|                  | 3  | Sara Gama             |                    |     |
|                  | 5  | Elena Linari          |                    |     |
|                  | 13 | Elisa Bartoli         |                    |     |
|                  | 2  | Valentina Bergamaschi |                    | 65e |
|                  | 23 | Manuela Giugliano     |                    |     |
|                  | 21 | Valentina Cernoia     |                    |     |
|                  | 9  | Daniela Sabatino      |                    |     |
|                  | 10 | Cristiana Girelli     | 12e (pen.) 25e 46e | 72e |
|                  | 11 | Barbara Bonansea      |                    |     |
| Remplaçantes :   |    |                       |                    |     |
|                  | 17 | Lisa Boattin          |                    | 57e |
|                  | 4  | Aurora Galli          | 71e 81e            | 65e |
|                  | 19 | Valentina Giacinti    |                    | 72e |
| Sélectionneuse : |    |                       |                    |     |
| Milena Bertolini |    |                       |                    |     |

| Assistantes : Sarah Jones Maria Salamasina Quatrième arbitre : Claudia Umpiérrez Arbitre vidéo : Danny Makkelie Assistants arbitre vidéo : Chrysoula Kourompylia Paweł Gil Femme du Match : Cristiana Girelli |

#### Italie - Brésil
| Match 29           | Italie      | 0 - 1   | Brésil                               | Stade du Hainaut, Valenciennes                                                          |                                                                                         |
| 18 juin 2019 21:00 |             | (0 - 0) | 74e (pen.) Marta                     | Spectateurs : 21 669 Arbitrage : Lucila Venegas Arbitre vidéo : Carlos del Cerro Grande | Spectateurs : 21 669 Arbitrage : Lucila Venegas Arbitre vidéo : Carlos del Cerro Grande |
| 18 juin 2019 21:00 | Bartoli 15e | Rapport | 13e Letícia Santos · 90+4e Kathellen | Spectateurs : 21 669 Arbitrage : Lucila Venegas Arbitre vidéo : Carlos del Cerro Grande | Spectateurs : 21 669 Arbitrage : Lucila Venegas Arbitre vidéo : Carlos del Cerro Grande |

| Italie | Brésil |

| ITALIE :         |    |                       |     |     |
|                  |    |                       |     |     |
| Gardien de but   | 1  | Laura Giuliani        |     |     |
|                  | 7  | Alia Guagni           |     |     |
|                  | 3  | Sara Gama             |     |     |
|                  | 5  | Elena Linari          |     |     |
|                  | 13 | Elisa Bartoli         | 15e | 71e |
|                  | 4  | Aurora Galli          |     |     |
|                  | 23 | Manuela Giugliano     |     |     |
|                  | 21 | Valentina Cernoia     |     |     |
|                  | 19 | Valentina Giacinti    |     | 63e |
|                  | 10 | Cristiana Girelli     |     | 78e |
|                  | 11 | Barbara Bonansea      |     |     |
| Remplaçantes :   |    |                       |     |     |
|                  | 2  | Valentina Bergamaschi |     | 63e |
|                  | 17 | Lisa Boattin          |     | 71e |
|                  | 18 | Ilaria Mauro          |     | 78e |
| Sélectionneuse : |    |                       |     |     |
| Milena Bertolini |    |                       |     |     |

| BRÉSIL :        |    |                |       |     |
|                 |    |                |       |     |
| Gardien de but  | 1  | Bárbara        |       |     |
|                 | 13 | Letícia Santos | 13e   | 76e |
|                 | 14 | Kathellen      | 90+4e |     |
|                 | 21 | Mônica         |       |     |
|                 | 6  | Tamires        |       |     |
|                 | 5  | Thaisa         |       |     |
|                 | 17 | Andressinha    |       |     |
|                 | 10 | Marta          |       | 84e |
|                 | 19 | Ludmila        |       |     |
|                 | 9  | Debinha        |       |     |
|                 | 11 | Cristiane      |       | 65e |
| Remplaçantes :  |    |                |       |     |
|                 | 16 | Beatriz        |       | 65e |
|                 | 2  | Poliana        |       | 76e |
|                 | 18 | Luana          |       | 84e |
| Sélectionneur : |    |                |       |     |
| Vadão           |    |                |       |     |

| Assistantes : Mayte Chavez Enedina Caudillo Quatrième arbitre : Ekaterina Koroleva Arbitre vidéo : Carlos del Cerro Grande Assistants arbitre vidéo : Loreto Toloza Tiago Martins Femme du Match : Marta |

### Phase à élimination directe

#### Huitième de finale: Italie - Chine
| Match 43           | Italie                             | 2 - 0   | Chine | Stade de la Mosson, Montpellier                      |                                                      |
| 25 juin 2019 18:00 | Giacinti 15e · ( Guagni) Galli 49e | (1 - 0) |       | Spectateurs : 17 032 Arbitrage : Edina Alves Batista | Spectateurs : 17 032 Arbitrage : Edina Alves Batista |
| 25 juin 2019 18:00 | Rapport                            |         |       | Spectateurs : 17 032 Arbitrage : Edina Alves Batista | Spectateurs : 17 032 Arbitrage : Edina Alves Batista |

| Italie | Chine |

| ITALIE :         |    |                       |  |     |
|                  |    |                       |  |     |
| Gardien de but   | 1  | Laura Giuliani        |  |     |
|                  | 7  | Alia Guagni           |  |     |
|                  | 3  | Sara Gama             |  |     |
|                  | 5  | Elena Linari          |  |     |
|                  | 13 | Elisa Bartoli         |  |     |
|                  | 2  | Valentina Bergamaschi |  | 63e |
|                  | 23 | Manuela Giugliano     |  |     |
|                  | 21 | Valentina Cernoia     |  |     |
|                  | 19 | Valentina Giacinti    |  |     |
|                  | 10 | Cristiana Girelli     |  | 39e |
|                  | 11 | Barbara Bonansea      |  | 71e |
| Remplaçantes :   |    |                       |  |     |
|                  | 4  | Aurora Galli          |  | 39e |
|                  | 18 | Ilaria Mauro          |  | 63e |
|                  | 6  | Martina Rosucci       |  | 71e |
| Sélectionneuse : |    |                       |  |     |
| Milena Bertolini |    |                       |  |     |

| CHINE :         |    |               |  |     |
|                 |    |               |  |     |
| Gardien de but  | 12 | Peng Shimeng  |  |     |
|                 | 6  | Han Peng      |  |     |
|                 | 5  | Wu Haiyan     |  |     |
|                 | 3  | Lin Yuping    |  |     |
|                 | 2  | Liu Shanshan  |  |     |
|                 | 11 | Wang Shanshan |  | 61e |
|                 | 20 | Zhang Rui     |  |     |
|                 | 13 | Wang Yan      |  | 61e |
|                 | 17 | Gu Yasha      |  | 46e |
|                 | 7  | Wang Shuang   |  |     |
|                 | 10 | Li Ying       |  |     |
| Remplaçantes :  |    |               |  |     |
|                 | 9  | Yang Li       |  | 46e |
|                 | 15 | Song Duan     |  | 61e |
|                 | 21 | Yao Wei       |  | 61e |
| Sélectionneur : |    |               |  |     |
| Jia Xiuquan     |    |               |  |     |

| Assistantes : Neuza Back Tatiane Sacilotti dos Santos Camargo Quatrième arbitre : Laura Fortunato Cinquième arbitre : Mary Blanco Arbitre vidéo : Mauro Vigiliano Assistants arbitre vidéo : Mariana de Almeida Tiago Martins Femme du Match : Valentina Giacinti |

#### Quart de finale: Italie - Pays-Bas
| Match 47           | Italie                                               | 0 - 2   | Pays-Bas                                            | Stade du Hainaut, Valenciennes                                                             |                                                                                            |
| 29 juin 2019 15:00 |                                                      | (0 - 0) | 70e Miedema ( Spitse) · 80e van der Gragt ( Spitse) | Spectateurs : 22 600 Arbitrage : Claudia Umpiérrez Arbitre vidéo : Carlos del Cerro Grande | Spectateurs : 22 600 Arbitrage : Claudia Umpiérrez Arbitre vidéo : Carlos del Cerro Grande |
| 29 juin 2019 15:00 | Linari 41e · Guagni 66e · Cernoia 73e · Sabatino 79e | Rapport |                                                     | Spectateurs : 22 600 Arbitrage : Claudia Umpiérrez Arbitre vidéo : Carlos del Cerro Grande | Spectateurs : 22 600 Arbitrage : Claudia Umpiérrez Arbitre vidéo : Carlos del Cerro Grande |

| Italie | Pays-Bas |

| ITALIE :         |    |                       |     |     |
|                  |    |                       |     |     |
| Gardien de but   | 1  | Laura Giuliani        |     |     |
|                  | 7  | Alia Guagni           | 66e |     |
|                  | 3  | Sara Gama             |     |     |
|                  | 5  | Elena Linari          | 41e |     |
|                  | 13 | Elisa Bartoli         |     | 46e |
|                  | 2  | Valentina Bergamaschi |     | 75e |
|                  | 4  | Aurora Galli          |     |     |
|                  | 23 | Manuela Giugliano     |     |     |
|                  | 21 | Valentina Cernoia     | 73e |     |
|                  | 19 | Valentina Giacinti    |     |     |
|                  | 11 | Barbara Bonansea      |     | 55e |
| Remplaçantes :   |    |                       |     |     |
|                  | 17 | Lisa Boattin          |     | 46e |
|                  | 9  | Daniela Sabatino      | 79e | 55e |
|                  | 15 | Annamaria Serturini   |     | 75e |
| Sélectionneuse : |    |                       |     |     |
| Milena Bertolini |    |                       |     |     |

| PAYS-BAS :      |    |                        |  |     |
|                 |    |                        |  |     |
| Gardien de but  | 1  | Sari van Veenendaal    |  |     |
|                 | 2  | Desiree van Lunteren   |  |     |
|                 | 3  | Stefanie van der Gragt |  | 87e |
|                 | 20 | Dominique Bloodworth   |  |     |
|                 | 4  | Merel van Dongen       |  |     |
|                 | 14 | Jackie Groenen         |  |     |
|                 | 10 | Daniëlle van de Donk   |  |     |
|                 | 8  | Sherida Spitse         |  |     |
|                 | 7  | Shanice van de Sanden  |  | 56e |
|                 | 9  | Vivianne Miedema       |  | 87e |
|                 | 11 | Lieke Martens          |  |     |
| Remplaçantes :  |    |                        |  |     |
|                 | 21 | Lineth Beerensteyn     |  | 56e |
|                 | 6  | Anouk Dekker           |  | 87e |
|                 | 19 | Jill Roord             |  | 87e |
| Sélectionneur : |    |                        |  |     |
| Sarina Wiegman  |    |                        |  |     |

| Assistantes : Luciana Mascarana Monica Amboya Quatrième arbitre : Qin Liang Arbitre vidéo : Carlos del Cerro Grande Assistants arbitre vidéo : Mariana de Almeida Clément Turpin Femme du Match : Vivianne Miedema |

## Temps de jeu
| Joueuses              |            |            |            |            |            | TT         | But inscrit | Passe décisive | MJ         | MT         | Légende |
| --------------------- | ---------- | ---------- | ---------- | ---------- | ---------- | ---------- | ----------- | -------------- | ---------- | ---------- | --- |
| Gardiennes            | Gardiennes | Gardiennes | Gardiennes | Gardiennes | Gardiennes | Gardiennes | Gardiennes  | Gardiennes     | Gardiennes | Gardiennes | Abréviations et symboles : TT : Total de minutes jouées MJ : Nombre de matchs joués MT : Matchs joués en tant que titulaire : but : passe décisive : joueuse entrée : joueuse remplacée : capitaine : carton jaune : carton rouge |
| Laura Giuliani        | 90         | 90         | 90         | 90         | 90         | 450        | -           | -              | 5          | 5          | Abréviations et symboles : TT : Total de minutes jouées MJ : Nombre de matchs joués MT : Matchs joués en tant que titulaire : but : passe décisive : joueuse entrée : joueuse remplacée : capitaine : carton jaune : carton rouge |
| Chiara Marchitelli    | -          | -          | -          | -          | -          | -          | -           | -              | -          | -          | Abréviations et symboles : TT : Total de minutes jouées MJ : Nombre de matchs joués MT : Matchs joués en tant que titulaire : but : passe décisive : joueuse entrée : joueuse remplacée : capitaine : carton jaune : carton rouge |
| Rosalia Pipitone      | -          | -          | -          | -          | -          | -          | -           | -              | -          | -          | Abréviations et symboles : TT : Total de minutes jouées MJ : Nombre de matchs joués MT : Matchs joués en tant que titulaire : but : passe décisive : joueuse entrée : joueuse remplacée : capitaine : carton jaune : carton rouge |
| Défenseures           |            |            |            |            |            |            |             |                |            |            | Abréviations et symboles : TT : Total de minutes jouées MJ : Nombre de matchs joués MT : Matchs joués en tant que titulaire : but : passe décisive : joueuse entrée : joueuse remplacée : capitaine : carton jaune : carton rouge |
| Sara Gama             | 90         | 90         | 90         | 90         | 90         | 450        | -           | -              | 5          | 5          | Abréviations et symboles : TT : Total de minutes jouées MJ : Nombre de matchs joués MT : Matchs joués en tant que titulaire : but : passe décisive : joueuse entrée : joueuse remplacée : capitaine : carton jaune : carton rouge |
| Elena Linari          | 90         | 90         | 90         | 90         | 90         | 450        | -           | -              | 5          | 5          | Abréviations et symboles : TT : Total de minutes jouées MJ : Nombre de matchs joués MT : Matchs joués en tant que titulaire : but : passe décisive : joueuse entrée : joueuse remplacée : capitaine : carton jaune : carton rouge |
| Alia Guagni           | 90         | 57         | 90         | 90         | 90         | 417        | -           | 1              | 5          | 5          | Abréviations et symboles : TT : Total de minutes jouées MJ : Nombre de matchs joués MT : Matchs joués en tant que titulaire : but : passe décisive : joueuse entrée : joueuse remplacée : capitaine : carton jaune : carton rouge |
| Elisa Bartoli         | 44         | 90         | 71         | 90         | 46         | 341        | -           | -              | 5          | 4          | Abréviations et symboles : TT : Total de minutes jouées MJ : Nombre de matchs joués MT : Matchs joués en tant que titulaire : but : passe décisive : joueuse entrée : joueuse remplacée : capitaine : carton jaune : carton rouge |
| Laura Fusetti         | -          | -          | -          | -          | -          | -          | -           | -              | -          | -          | Abréviations et symboles : TT : Total de minutes jouées MJ : Nombre de matchs joués MT : Matchs joués en tant que titulaire : but : passe décisive : joueuse entrée : joueuse remplacée : capitaine : carton jaune : carton rouge |
| Lisa Boattin          | -          | 33         | 19         | -          | 44         | 96         | -           | 1              | 3          | -          | Abréviations et symboles : TT : Total de minutes jouées MJ : Nombre de matchs joués MT : Matchs joués en tant que titulaire : but : passe décisive : joueuse entrée : joueuse remplacée : capitaine : carton jaune : carton rouge |
| Linda Tucceri         | -          | -          | -          | -          | -          | -          | -           | -              | -          | -          | Abréviations et symboles : TT : Total de minutes jouées MJ : Nombre de matchs joués MT : Matchs joués en tant que titulaire : but : passe décisive : joueuse entrée : joueuse remplacée : capitaine : carton jaune : carton rouge |
| Milieux               |            |            |            |            |            |            |             |                |            |            | Abréviations et symboles : TT : Total de minutes jouées MJ : Nombre de matchs joués MT : Matchs joués en tant que titulaire : but : passe décisive : joueuse entrée : joueuse remplacée : capitaine : carton jaune : carton rouge |
| Valentina Bergamaschi | 77         | 65         | 27         | 63         | 75         | 307        | -           | -              | 5          | 4          | Abréviations et symboles : TT : Total de minutes jouées MJ : Nombre de matchs joués MT : Matchs joués en tant que titulaire : but : passe décisive : joueuse entrée : joueuse remplacée : capitaine : carton jaune : carton rouge |
| Aurora Galli          | 46         | 25         | 90         | 51         | 90         | 302        | 3           | -              | 5          | 3          | Abréviations et symboles : TT : Total de minutes jouées MJ : Nombre de matchs joués MT : Matchs joués en tant que titulaire : but : passe décisive : joueuse entrée : joueuse remplacée : capitaine : carton jaune : carton rouge |
| Martina Rosucci       | -          | -          | -          | 19         | -          | 19         | -           | -              | 1          | -          | Abréviations et symboles : TT : Total de minutes jouées MJ : Nombre de matchs joués MT : Matchs joués en tant que titulaire : but : passe décisive : joueuse entrée : joueuse remplacée : capitaine : carton jaune : carton rouge |
| Alice Parisi          | -          | -          | -          | -          | -          | -          | -           | -              | -          | -          | Abréviations et symboles : TT : Total de minutes jouées MJ : Nombre de matchs joués MT : Matchs joués en tant que titulaire : but : passe décisive : joueuse entrée : joueuse remplacée : capitaine : carton jaune : carton rouge |
| Barbara Bonansea      | 90         | 90         | 90         | 71         | 55         | 396        | 2           | -              | 5          | 5          | Abréviations et symboles : TT : Total de minutes jouées MJ : Nombre de matchs joués MT : Matchs joués en tant que titulaire : but : passe décisive : joueuse entrée : joueuse remplacée : capitaine : carton jaune : carton rouge |
| Annamaria Serturini   | -          | -          | -          | -          | 15         | 15         | -           | -              | 1          | -          | Abréviations et symboles : TT : Total de minutes jouées MJ : Nombre de matchs joués MT : Matchs joués en tant que titulaire : but : passe décisive : joueuse entrée : joueuse remplacée : capitaine : carton jaune : carton rouge |
| Valentina Cernoia     | 90         | 90         | 90         | 90         | 90         | 450        | -           | 1              | 5          | 5          | Abréviations et symboles : TT : Total de minutes jouées MJ : Nombre de matchs joués MT : Matchs joués en tant que titulaire : but : passe décisive : joueuse entrée : joueuse remplacée : capitaine : carton jaune : carton rouge |
| Manuela Giugliano     | 90         | 90         | 90         | 90         | 90         | 450        | -           | 3              | 5          | 5          | Abréviations et symboles : TT : Total de minutes jouées MJ : Nombre de matchs joués MT : Matchs joués en tant que titulaire : but : passe décisive : joueuse entrée : joueuse remplacée : capitaine : carton jaune : carton rouge |
| Attaquantes           |            |            |            |            |            |            |             |                |            |            | Abréviations et symboles : TT : Total de minutes jouées MJ : Nombre de matchs joués MT : Matchs joués en tant que titulaire : but : passe décisive : joueuse entrée : joueuse remplacée : capitaine : carton jaune : carton rouge |
| Daniela Sabatino      | 32         | 90         | -          | -          | 35         | 157        | -           | -              | 3          | 1          | Abréviations et symboles : TT : Total de minutes jouées MJ : Nombre de matchs joués MT : Matchs joués en tant que titulaire : but : passe décisive : joueuse entrée : joueuse remplacée : capitaine : carton jaune : carton rouge |
| Cristiana Girelli     | 90         | 72         | 78         | 39         | -          | 279        | 3           | -              | 4          | 4          | Abréviations et symboles : TT : Total de minutes jouées MJ : Nombre de matchs joués MT : Matchs joués en tant que titulaire : but : passe décisive : joueuse entrée : joueuse remplacée : capitaine : carton jaune : carton rouge |
| Stefania Tarenzi      | -          | -          | -          | -          | -          | -          | -           | -              | -          | -          | Abréviations et symboles : TT : Total de minutes jouées MJ : Nombre de matchs joués MT : Matchs joués en tant que titulaire : but : passe décisive : joueuse entrée : joueuse remplacée : capitaine : carton jaune : carton rouge |
| Ilaria Mauro          | 58         | -          | 12         | 27         | -          | 97         | -           | -              | 3          | 1          | Abréviations et symboles : TT : Total de minutes jouées MJ : Nombre de matchs joués MT : Matchs joués en tant que titulaire : but : passe décisive : joueuse entrée : joueuse remplacée : capitaine : carton jaune : carton rouge |
| Valentina Giacinti    | 13         | 18         | 63         | 90         | 90         | 274        | 1           | -              | 5          | 3          | Abréviations et symboles : TT : Total de minutes jouées MJ : Nombre de matchs joués MT : Matchs joués en tant que titulaire : but : passe décisive : joueuse entrée : joueuse remplacée : capitaine : carton jaune : carton rouge |
| Total                 |            |            |            |            |            |            |             |                |            |            | Abréviations et symboles : TT : Total de minutes jouées MJ : Nombre de matchs joués MT : Matchs joués en tant que titulaire : but : passe décisive : joueuse entrée : joueuse remplacée : capitaine : carton jaune : carton rouge |
| Équipe d'Italie       | 90         | 90         | 90         | 90         | 90         | 450        | 9           | 6              | 5          | -          | Abréviations et symboles : TT : Total de minutes jouées MJ : Nombre de matchs joués MT : Matchs joués en tant que titulaire : but : passe décisive : joueuse entrée : joueuse remplacée : capitaine : carton jaune : carton rouge |

### Autres références
1. ↑  « Coupe du monde féminine. Découvrez tous les maillots des équipes en lice », sur ouest-france.fr, 3 juin 2019 (consulté le 8 février 2020).